# Arachis magna
Arachis magna är en ärtväxtart som beskrevs av Antonio Krapovickas och Al. Arachis magna ingår i släktet jordnötter, och familjen ärtväxter. Inga underarter finns listade i Catalogue of Life.